# Жул Левек
Жул Левек (на френски: Jules Levecque) е френски католически духовник, лазарист, мисионер в Македония, дългогодишен преподавател в Солунската българска семинария, директор на френския колеж „Сен Беноа“ в Цариград.

## Биография
По народност е французин. Става монах в лазаристкия орден и в 1904 година пристига в мисията в Солун и 11 години преподава в Солунската българска семинария до закриването ѝ. Още с пристигането си започва да учи български и след няколко месеца го говори свободно.
След намесата на България в Първата световна война и дебаркирането на френски войски в Солун, става военен свещеник във френската армия. По време на войната развива широка дейност в полза на бъдеща автономия на Македония, което смята за най-добър вариант за македонските българи – използва връзките си в политическите, обществените и военните среди, изнася сказки против повторната раздяла между Гърция и Сърбия и прочее.
След повторната раздяла на Македония и практическото ликвидиране на Македонския униатски екзархат, отец Левек заминава за Цариград и преподава във френския колеж „Сен Беноа“ в Цариград. От 1919 до смъртта си в 1949 година е директор на училището. От 1929 година е директор на Сестрите на милосърдието, а от 1931 година е провинциален началник на отците лазаристи за целия Близък изток.
За заслугите му към българщината цар Борис III го награждава с орден „За гражданска заслуга“.
Умира на 20 март 1949 година в Истанбул.